# Pitcairnès
El pitcairnès és una llengua criolla basada en un dialecte de l'anglès del segle XVIII i del tahitià. Es tracta d'un idioma principal de les Illes Pitcairn, tot i que té més parlants a l'Illa Norfolk. Inusualment, tot i que es parla a les illes de l'oceà Pacífic, s'ha descrit com un crioll atlàntic.

## Història
Després del motí del Bounty, els amotinats britànics es van aturar a Tahití i es van endur amb ells 19 polinesis, sobretot dones, a les allunyades Illes Pitcairn, i s'hi establiren amb elles. Inicialment, els tahitians parlaven poc anglès i els tripulants del Bounty parlaven fins i tot menys tahitià. Aïllats de la resta del món, van haver de comunicar-se entre ells. Després d'un temps van formar una nova llengua única que va barrejar un anglès simplificat amb paraules i estructures de la llengua tahitiana. L'idioma va ser influenciat pels diversos dialectes i els accents britànics de la tripulació. Geogràficament, els amotinats procedien de les Índies Occidentals, amb un mariner el dialecte era un precursor del patuès del Carib. Un era originari d'Escòcia. Almenys un, Christian Fletcher, el líder, era un home instruït, amb una parla diferenciada. El pitcairnès conserva moltes expressions de l'anglès. Inclou paraules de la cultura marítima britànica de l'època. La influència dels missioners de l'Església Adventista del Setè Dia i la versió del rei Jaume de la Bíblia són també destacables. A mitjan segle xix, els habitants de Pitcairn es van establir a l'illa Norfolk. Alguns van tornar més tard a Pitcarin. La majoria dels actuals parlants de Pitcairn són els descendents dels que van tornar. Molts van romandre a Norfolk també, on la llengua estretament relacionada anomenada norfuk encara es parla. El pitcairnès i el norfuk són mútuament intel·ligibles, i de vegades es consideren la mateixa llengua.

## Frases comuns

### Expressions
- Wataweih - Hola. Com estàs?
- Welkam - Benvingut (welcome)
- Yorlye - Vostès / vosaltres. És sempre plural, a diferència de l'anglès you, que fa servir el mateix pronom per a ambdues formes. El singular és yu.
- See yorlye morla - Ens veiem fins demà! / A reveure! (see you all tomorrow)
- Wataweih all yorlye - Hola a tothom !
- All yorlye - Vostès; s'usa més comunament que "yorlye".
- Yorlye Kum Baek Sun - Veniu aviat! (you all come back soon), comiat tradicional de l'illa.
- Dem tull - Ells diuen
- Webaut yu Gwen? - On vas ? (where are you going?)
- Yorlye hau waawaha - Ets presumit
- Yu hau estima ula - Ets maldestre
- Yu gut a hili - Ets mandrós

### Substantius
- Stik - arbust, bosc
- Wettles - menjar (originalment de l'anglès antic "victuals")
- Norfuk Ailen - Illa Norfolk
- Kompyuuta - ordinador / computadora
- Baccy - tabac

### Verbs
- Naawe - nedar

### Adjectius
- Wahwaha - presumit, vanitós

### Operadors gramaticals
- Mai - després

L'ortografia pitcarniesa no està estandarditzada. Entre parèntesis s'indica la forma originària anglesa.